# Gerry Sundquist
Gerry Sundquist, nome d'arte di Gerald Christopher Sundquist, (Chorlton, 6 ottobre 1955 – Londra, 1º agosto 1993) è stato un attore inglese.

## Biografia

### Inizio
Sundquist nacque e crebbe a Chorlton con il fratello maggiore e la sorella minore. Sviluppò un interesse per la recitazione alla scuola elementare e si unì allo Stretford Children's Theatre mentre ancora frequentava la St. Augustine's R.C. Grammar School a Wythenshawe.
Dopo aver lasciato la scuola a 16 anni, lavorò brevemente nel turno di notte presso la fabbrica Kellogg's a Manchester ma, desideroso di proseguire la sua carriera di attore, si trasferì a Londra.

### Carriera
Apparve in vari ruoli cinematografici e televisivi durante gli anni '70 e l'inizio degli anni '80, in particolare in Soldier and Me, I Mallen e The Siege of Golden Hill, con apparizioni in serie come Spazio: 1999, al fianco di Martin Landau e Patrick Troughton.
A metà degli anni '70 recitò nel ruolo di Alan Strang in Equus all'Albery theatre.
Tra i film in cui apparve, da ricordare Donald Neilson, la jena di Londra (1977), Niente vergini in collegio (1978) e Incontri con uomini straordinari (1979). Ebbe una parte nell'acclamato film Alessandria... perché? (1979) di Youssef Chahine, vincitore dell'Orso d'argento al Festival di Berlino. Continuò la sua promettente carriera interpretando Pip in Great Expectations (1981) e Gringoire ne Il gobbo di Notre Dame (1982), ma dopo le sue apparizioni in Gli ultimi giorni di Pompei (1984) e nel film horror Non aprite prima di Natale! (1984), la sua carriera e la sua vita personale andarono in netto declino, complice anche un problema di droga.
Nel 1992, dopo otto anni di assenza dagli schermi, apparve nell'episodio Lost Boy della serie poliziesca Metropolitan Police. Fu la sua ultima apparizione televisiva.

### Morte
Durante i suoi momenti più difficili trovò sostegno nella famiglia, in particolare in suo fratello Geoffrey. Con il suo aiuto, Sundquist sembrava aver gradualmente superato i suoi problemi e ripreso la sua carriera di attore.
Il 1º agosto 1993 Sundquist si suicidò gettadosi sotto un treno alla Norbiton Railway Station di Londra. Aveva solo 37 anni. Lasciò un messaggio chiedendo scusa alla sua famiglia per "averli delusi". Il funerale ebbe luogo a Kingston, nel Surrey.
Suo fratello Geoffrey, in seguito, scrisse il libro per bambini Father Christmas and the Missing Reindeer, dedicato a Gerry e alla sua vita. Nel 1997 il libro venne trasformato in un cortometraggio animato, con David Jason tra i doppiatori.
Dopo il suo primo libro, Geoffrey Sundquist iniziò a scrivere una sceneggiatura per un film intitolato The Whistling Boys, una storia su due fratelli ambientata durante la prima guerra mondiale, ma il progetto non venne realizzato poiché Geoffrey morì nel marzo 2005.

## Filmografia

### Cinema
- Donald Neilson, la jena di Londra (The Black Panther), regia di Ian Merrick (1977)
- Niente vergini in collegio (Leidenschaftliche Blümchen), regia di André Farwagi (1978)
- Switch, regia di Giuseppe Colizzi (1978)
- Incontri con uomini straordinari (Meetings with Remarkable Men), regia di Peter Brook (1979)
- Alessandria... perché? (Iskanderija... lih?), regia di Youssef Chahine (1979)
- The Music Machine, regia di Ian Sharp (1979)
- Blind Date, regia di Nico Mastorakis (1984)
- Non aprite prima di Natale! (Don't Open Till Christmas), regia di Edmund Purdom (1984)

### Televisione
- Soldier and Me – serie TV, 9 episodi (1974)
- The Siege of Golden Hill – serie TV, 12 episodi (1975)
- Arena – serie TV, 1 episodio (1976)
- Spazio 1999 (Space: 1999) – serie TV, episodio 2x24 (1977)
- I Mallen (The Mallens) – serie TV, 6 episodi (1980)
- Cinéma 16 – serie TV, 1 episodio (1980)
- Goodbye Darling – serie TV, 1 episodio (1981)
- Great Expectations, regia di Julian Amyes – miniserie TV (1981)
- Il gobbo di Notre Dame (The Hunchback of Notre Dame), regia di Michael Tuchner e Alan Hume (non accreditato) – film TV (1982)
- Crown Court – serie TV, 2 episodi (1978-1983)
- Gli ultimi giorni di Pompei (The Last Days of Pompeii), regia di Peter Hunt – miniserie TV (1984)
- Gems – serie TV, 6 episodi (1988)
- Blind Justice, regia di Michael Whyte – miniserie TV (1988)
- Metropolitan Police (The Bill) – serie TV, 1 episodio (1992)